# Lucyferianizm

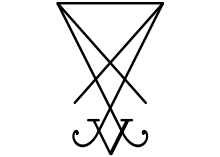
Pieczęć Lucyfera, główny symbol Lucyferiański

Lucyferianizm – systemy wierzeń, zarówno teistycznych, jak i ateistycznych, w których przedmiotem rozważań jest natura dobra i zła, które symbolizuje Lucyfer. Lucyferianizm odnosi się do judeochrześcijańskiej koncepcji dobra i zła. Niekiedy lucyferianizm jest błędnie utożsamiany z satanizmem.

## Lucyferianizm średniowieczny
Lucyferianizm jako średniowieczna herezja chrześcijańska stanowił specyficzny dla Niemiec odłam kataryzmu.  
Miał podstawy w gnostyckiej doktrynie katarskiej, lecz również w samym Piśmie Świętym, a dokładnie w spopularyzowanej w średniowieczu wulgacie św. Hieronima.
Pierwsze wzmianki o lucyferianizmie pojawiły się w XI wieku w związku z egzekucją w Goslar kilku katarów. Wyimaginowanych lucyferian sądził ks. Konrad z Marburga, mianowany w 1231 roku przez papieża Grzegorza IX pierwszym inkwizytorem papieskim Niemiec. Rozwój lucyferianizmu notowano w krainach wchodzących w skład Świętego Cesarstwa Rzymskiego, w tym Austrii, Czechach, Brandenburgii i na Pomorzu. Procesy lucyferian zakończone spaleniem na stosie miały miejsce w 1315 roku w Pradze, Wrocławiu, Nysie i Świdnicy, co spowodowało eliminację herezji z terenu Czech i Śląska. Procesy inkwizycyjne miały miejsce także później – w 1392 r. w Angermünde, Prenzlau i Szczecinie, w których sądzeni byli wyznawcy ludowego lucyferianizmu o motywach antychrześcijańskich.

## Współczesny lucyferianizm
Współcześni lucyferianie podczas odprawianych rytuałów składają ofiarę z własnych włosów, paznokci i płynów ustrojowych lub oddają się stosunkom płciowym. Włosy i paznokcie zarówno mężczyzn jak i kobiet są utożsamiane z nieczystością.
Do współczesnych grup lucyferian należą (lub należeli) m.in. The Order of Phosphorus, The Church of Adversarial Light, The Ordo Luciferis oraz The Temple of the Dark Sun.

## Literatura dodatkowa
- Piotr Czarnecki, Lucyferianizm niemiecki w XIII wieku - zapomniany odłam kataryzmu,  "Studia Historyczne", vol. XLVII, 2004, No 1
- Leonard J. Pełka, Dualistyczne wizje lucyferianizmu, "Zeszyty Naukowe Uniwersytetu Jagiellońskiego", Studia Religiologica, Z. 41, 2008